# Podgorci (Rojcsa)
Podgorci falu Horvátországban Belovár-Bilogora megyében. Közigazgatásilag Rojcsához tartozik.

## Fekvése
Belovártól légvonalban 9, közúton 11 km-re északnyugatra, községközpontjától légvonalban 6, közúton 8 km-re északkeletre, Domakuš és Kobasičari között, a Bilo-hegység lejtőin, a Kukovica-patak partján fekszik.

## Története
A több évtizedes török uralom után a területre a 17. századtól folyamatosan telepítették be a keresztény lakosságot. A település 1774-ben az első katonai felmérés térképén a falu „Dorf Podgorczi” néven szerepel. A település katonai közigazgatás idején a kőrösi ezredhez tartozott.
A település Lipszky János 1808-ban Budán kiadott repertóriumában „Podgorczi” néven szerepel.
Nagy Lajos 1829-ben kiadott művében „Podgorczi” néven 39 házzal, 49 katolikus és 189 ortodox vallású lakossal találjuk.
A katonai közigazgatás megszüntetése után Magyar Királyságon belül Horvátország részeként, Belovár-Kőrös vármegye Belovári járásának része volt. A településnek 1857-ben 348, 1910-ben 385 lakosa volt. Az 1910-es népszámlálás szerint lakosságának 58%-a szerb, 32%-a horvát, 9%-a német anyanyelvű volt. 1918-ban az új szerb-horvát-szlovén állam, majd később Jugoszlávia része lett. 1941 és 1945 között a németbarát Független Horvát Államhoz, majd a háború után a szocialista Jugoszláviához tartozott. 1991-től a független Horvátország része. 1991-ben lakosságának 76%-a horvát, 14%-a szerb nemzetiségű volt. 2011-ben a településnek 444 lakosa volt.

## Lakossága
| Lakosság változása | Lakosság változása | Lakosság változása | Lakosság változása | Lakosság változása | Lakosság változása | Lakosság változása | Lakosság változása | Lakosság változása | Lakosság változása | Lakosság változása | Lakosság változása | Lakosság változása | Lakosság változása | Lakosság változása | Lakosság változása |
| ------------------ | ------------------ | ------------------ | ------------------ | ------------------ | ------------------ | ------------------ | ------------------ | ------------------ | ------------------ | ------------------ | ------------------ | ------------------ | ------------------ | ------------------ | ------------------ |
| 1857               | 1869               | 1880               | 1890               | 1900               | 1910               | 1921               | 1931               | 1948               | 1953               | 1961               | 1971               | 1981               | 1991               | 2001               | 2011               |
| 348                | 416                | 409                | 461                | 369                | 385                | 394                | 441                | 429                | 468                | 465                | 446                | 412                | 417                | 486                | 444                |

(1857 és 1880 között Lipovčani, Prnjavor és Reškovci, 1857 és 1890 között pedig Visovi lakosságát is ide számították.)

## Nevezetességei
Szent Petka tiszteletére szentelt pravoszláv temploma a 18. század első felében épült, mai formáját a 19. század elején nyerte el. Egyhajós, keletelt, négyszög alaprajzú épület félköríves szentéllyel. Harangtornya a főhomlokzat felett áll, gúla alakú toronysisak fedi. Belül csehsüveg boltozatos, a kórus széles boltíveken nyugszik.